# Pensjonat pod Różą
Pensjonat pod Różą – polski serial obyczajowy, emitowany od 15 lutego 2004 do 18 czerwca 2006. Opowiada historie trzech kobiet w różnych przedziałach wiekowych. Jak sam tytuł mówi akcja toczy się w pensjonacie i ukazuje codzienne życie właścicieli i pracowników pensjonatu oraz historie poszczególnych gości pensjonatu.

## Obsada

### Role główne i drugoplanowe
- Magdalena Walach – Iwona „Iwa” Mroczkiewicz
- Marzena Trybała – Maryla Urbańska
- Agata Kulesza – Danuta „Dusia” Adamska
- Piotr Pilitowski – Ksawery Krajeński, najpierw wspólnik, następnie mąż Iwy
- Anna Łopatowska – Danuta Kraińska, matka Ksawerego
- Katarzyna Walter – Alicja Ptak, była narzeczona Ksawerego
- Piotr Skarga – Apoloniusz „Poldek” Kucharski, kelner w pensjonacie
- Joanna Wizmur – Balbina Barcik, kucharka w pensjonacie
- Dorota Kolak – Bożena Górska
- Piotr Adamczyk – Leon Jacek Kakietek, były partner Iwy, kochanek Magdy
- Henryk Talar – Zygmunt Karbowiak, były kochanek Danuty Kraińskiej
- Joanna Jędryka – Wanda Mroczkiewicz, matka Iwy
- Kamil Maćkowiak – Mikołaj Siemaszko, syn Maryli
- Patrycja Soliman – Kalina Adamska, córka Dusi i Tomka
- Andrzej Blumenfeld  – Jan Góra, przyjaciel Maryli
- Jan Jankowski – Konstanty, barman w pensjonacie, brat bliźniak Maxa z 6. odcinka
- Aleksander Trąbczyński – Tomasz Adamski
- Krzysztof Kalczyński – Stanisław Mroczkiewicz, ojciec Iwy
- Bogusław Augustyn – ginekolog Jarosław Miklosik
- Andrzej Brzeski – Wilk, dyrektor szkoły
- Karol Stępkowski – lekarz
- Zbigniew Lesień – Eryk Miler, dyrektor Domu Spokojnej Starości „Dolina Tęczy”
- Justyna Sieńczyłło – Renata Kosińska, była żona Ksawerego
- Małgorzata Lipmann – Magdalena Karbowiak
- Ksawery Szlenkier – Filip, kolega Mikołaja
- Zdzisław Bene Rychter – Roman Maruszewski

### Role gościnne
- Mariusz Krzemiński – 2 role: uczestnik zabawy (odc. 3), personalny (odc. 32)
- Beata Chruścińska – 2 role: Daria, uczestniczka zabawy (odc. 3), prostytutka „Księżniczka” (odc. 31)
- Jan Mayzel – notariusz Kulwikowski (wystąpił w odcinkach 1 i 15)
- Krzysztof Gordon – 2 role: Mieczysław Białkowski (odc. 24); lekarz Janusz (odc. 38 i 39)
- Marta Chodorowska – Ania (2)
- Modest Ruciński – Marek (2)
- Ryszard Radwański – Zbigniew Kaziński (2)
- Radosław Pazura – Robert (3)
- Przemysław Sadowski – Gabriel (3)
- Katarzyna Trzcińska – narzeczona Roberta (3)
- Robert Żołędziewski – uczestnik zabawy (3)
- Wojciech Kobiałko – uczestnik zabawy (3)
- Marcin Kołaczkowski – uczestnik zabawy (3)
- Zofia Saretok – Halina (4)
- Katarzyna Kozak – Danka (4)
- Ryszard Sobolewski – Henryk (4)
- Zbigniew Suszyński – Czarek (4)
- Małgorzata Pieczyńska – Ewa (5)
- Piotr Machalica – Andrzej (5)
- Maciej Makowski – Adam (5)
- Katarzyna Skrzynecka – Karina (6)
- Jan Jankowski – Max (6)
- Mariusz Drężek – Gabriel (6)
- Krzysztof Kołbasiuk – Tadeusz (7)
- Marcin Troński – Lisiecki (7)
- Małgorzata Buczkowska – Teresa (8)
- Michał Roczniak – Piotrek (8)
- Katarzyna Skarżanka – zakonnica (8)
- Agnieszka Dulęba-Kasza – Joasia (9)
- Ewa Kasprzyk – żona posła (9)
- Igor Michalski – Poseł (9)
- Teresa Branna – Sylwia (10)
- Maria Pakulnis – Anna (10)
- Paweł Iwanicki – Julian (10)
- Andrzej Precigs – Stolarczyk (10)
- Krzysztof Stroiński – Staszek (10, 11)
- Maciej Damięcki – ksiądz Antoni (10)
- Łukasz Garlicki – Michał (11)
- Małgorzata Prażmowska – pani Halina, gospodyni księdza Antoniego (11 i 43)
- Agata Piotrowska – Beta (12)
- Dariusz Kordek – Krzysztof (12, 13)
- Leszek Abrahamowicz – Piotr, uczestnik balu (12)
- Ireneusz Machnicki – kelner (13)
- Aleksandra Ciejek – Ada (13)
- Bronisław Wrocławski – Olek (14)
- Marcin Sosnowski – Andrzej Rowicki (14)
- Elżbieta Jarosik – kontrolerka sanepidu
- Katarzyna Chrzanowska – Monika Łącka (15, 32)
- Marek Kalita – Karol (15, 32)
- Michał Piela – Maksymilian Kozioł (16)
- Anna Majcher – Agnieszka (16)
- Cezary Żak – Władek (16)
- Monika Ambroziak – kochanka Alexa (16)
- Mariusz Zalejski – Alex (16)
- Katarzyna Radochońska – Danuta Antoszczak (16)
- Krzysztof Kiersznowski – Walczak (17)
- Witold Wieliński – Żarówa (12, 17)
- Marek Bogucki – policjant (17)
- Roch Siemianowski – okradziony klient (17)
- Mateusz Damięcki – Marek (18)
- Cezary Kosiński – Janusz (18)
- Maria Mamona – Zofia Karczewska (18)
- Jerzy Schejbal – Doktor Karczewski (18)
- Jarosław Sokół – członek sekty (18)
- Aleksandra Justa – Celina (19)
- Piotr Gąsowski – Roman (19)
- January Brunov – Maciek (19)
- Wojciech Billip – Adam (19)
- Dominika Kluźniak – Aneta (20)
- Monika Pikuła – Sonia (20)
- Agnieszka Mandat – Renia (21)
- Marcin Sianko – Jerzy Kożuchowski (21)
- Małgorzata Socha – Kasia (21)
- Jerzy Grałek – Ryszard (21)
- Edyta Torhan – Krystyna (22)
- Marcin Walewski – Kamil (22)
- Tomasz Kozłowicz – Krzysztof (22)
- Stanisław Melski – Marian (22)
- Magda Czerwińska – Magda (23)
- Anna Samusionek – Sara (23)
- Jacek Kawalec – Igor (23)
- Robert Wabich – Bogdan (23)
- Joanna Sydor – Małgorzata (24)
- Małgorzata Zajączkowska – Teresa (24)
- Robert Czebotar – Paweł (24)
- Magdalena Dąbrowska – Barbara (24)
- Hanna Mikuć – Edyta (25)
- Michał Rolnicki – Arek (25)
- Ewa Wencel – Zofia (26)
- Tadeusz Bradecki – Ksiądz Staszek (26)
- Leon Charewicz – Edward (26)
- Marcin Stec – Rafał (26)
- Anna Cieślak – Ewelina (26)
- Katarzyna Kozak – Danka (27)
- Zbigniew Suszyński – Czarek (27)
- Monika Buchowiec – Viola (27)
- Paweł Krucz – Rafał (27)
- Alina Chechelska – Ela (28)
- Zofia Merle – Babcia (28)
- Emilian Kamiński – Zygmunt (28)
- Tadeusz Madeja – Dziadek (28)
- Anna Grycewicz – Ewa (29)
- Ewa Kuryło – Sabina (29)
- Marcin Czarnik – Krystian (29)
- Anna Maria Chrostowska – Basia (29)
- Andrzej Deskur – Waldek (30)
- Dorota Gorjainow – Gabi (30)
- Agata Stawarz – Lena (30)
- Monika Zalewska – Justyna (30)
- Tomasz Borkowski – Krzysztof (31)
- Wojciech Machnicki – Aspirant (31)
- Andrzej Szopa – Sierżant (31)
- Dorota Kwiatkowska – Lidka (33)
- Aleksandra Nieśpielak – Bogna (33)
- Waldemar Kownacki – Olgierd (33)
- Anna Zagórska – Aśka (33)
- Dorota Chotecka – Joanna (34)
- Agnieszka Czekańska – Mira (34)
- Barbara Kałużna – Agnieszka (34)
- Wojciech Malajkat – Wiesio (34)
- Monika Badowska – Gosia (35)
- Marta Neuman – Ania (35)
- Jakub Przebindowski – Wojtek (35)
- Jan Wieczorkowski – Tomek (35)
- Aneta Todorczuk-Perchuć – Iwona (36,37)
- Eugeniusz Malinowski – Andriej (36, 37)
- Anna Grygorcewicz – Sylwia (36, 37)
- Łukasz Płoszajski – Witek (36, 37)
- Barbara Babilińska – matka Iwony (36, 37)
- Małgorzata Braunek – Wiesława (38, 39)
- Piotr Fronczewski – Witold (38, 39)
- Piotr Rękawik – Andrzej, syn Witolda (38, 39)
- Rafał Cieszyński – Szymon (40, 41)
- Bartłomiej Krat – Michał (40, 41)
- Aleksandra Mikołajczyk – Magda (40, 41)
- Jolanta Nowicka – Helena (40, 41)
- Marek Obertyn – Waldemar (40, 41)
- Olgierd Łukaszewicz – Adam (42, 43)
- Sławomir Orzechowski – Maciej (42, 43)
- Magdalena Boczarska – Zosia (42, 43)
- Marek Kałużyński – Bartek (42, 43)
- Justyna Kulczycka – Grażyna (42, 43)
- Grażyna Błęcka-Kolska – Marta (44, 45)
- Łukasz Jaźwiec – Maciek (44, 45)
- Andrzej Szczytko – Julian (44, 45)
- Dorota Landowska – Natalia (46, 47)
- Wanda Neumann – Zofia (46, 47)
- Andżelika Piechowiak – Marta (46, 47)
- Maria Klejdysz – Genia (48, 49)
- Teresa Szmigielówna – Muszka (48, 49)
- Stanisław Brudny – Józek (48, 49)
- Roman Kłosowski – Munio (48, 49)
- Leon Niemczyk – Zyzio (48, 49)
- Paulina Chruściel – Hania (50, 51)
- Jadwiga Jankowska-Cieślak – Katarzyna (50, 51)
- Marek Frąckowiak – Roman (50, 51)
- Wojciech Socha – policjant (50)
- Arkadiusz Janiczek –  Jurek Maszczyk (52, 53)
- Anna Dereszowska – Róża Maszczyk (52, 53)
- Jerzy Pal − Tomasz Fedorowski (52)
- Wacław Szklarski − pan Mazurek (52, 53)
- Anna Borowiec − pani Mazurek (52, 53)
- Agnieszka Robótka – Renata (54, 55)
- Agnieszka Wielgosz – Eliza (54, 55)
- Artur Łodyga – Janek, kochanek Elizy (54, 55)
- Włodzimierz Matuszak – Rafał (54, 55)
- Olga Bończyk – Kasia (56, 57)
- Jacek Rozenek – Mariusz (56, 57)
- Bartłomiej Świniarski – Marcel (56, 57)
- Wojciech Szymański – chirurg plastyczny (56, 57)
- Ewa Telega – Lucyna (58, 59)
- Tadeusz Szymków – Darek (58, 59)
- Bożena Adamek – Łucja (60, 61)
- Lech Łotocki – Stefan (60, 61)
- Marek Kasprzyk – Janusz (60, 61)
- Hanna Dunowska – Kawecka (62, 63)
- Marek Lewandowski – Kawecki (62, 63)
- Barbara Zielińska – Górakowa (62, 63)
- Grzegorz Wons – Górak (62, 63)
- Marta Ogonek – Justyna (62, 63)
- Mateusz Banasiuk – Kamil (62, 63)
- Eliza Borowska – Maja (64, 65)
- Przemysław Sadowski – Kacper (64, 65)
- Renata Kossobudzka – Babcia (64, 65)
- Jacek Kałucki – Ojciec Mai (64, 65)
- Aneta Zając – Magda (66, 67)
- Maria Robaszkiewicz – Maria (66, 67)
- Henryk Niebudek – Henryk (66, 67)
- Katarzyna Cynke – Mirka (68, 69)
- Aleksandra Kruze – Małgorzata (68, 69)
- Bartek Magdziarz – Grzegorz (68, 69)
- Gabriela Frycz – Aneta (70, 71)
- Eryk Lubos – Jureczek (70, 71)
- Lech Sołuba – Adamek (71)
- Iwona Buła – Ania (72, 73)
- Barbara Sołtysik – Danuta (72, 73)
- Agnieszka Sztuk – Marta (72,73)
- Sebastian Grek – Artur (72, 73)
- Violetta Arlak – Helena (74, 75)
- Małgorzata Rudzka – Ania (74, 75)
- Jerzy Bończak – Macioszek (74, 75)
- Paweł Burczyk – Przysiecki (74, 75)
- Sławomir Głazek – Kózka (74, 75)
- Jerzy Łapiński – Kosecki (74, 75)
- Halina Wyrodek – Jadźka (76, 77)
- Maria Maj – Zenia (76, 77)
- Adam Baumann – Rysiek (76, 77)
- Henryk Gołębiewski – Lucek (76, 77)
- Agnieszka Judycka – Viola (78, 79)
- Mateusz Łasowski – Marek (78, 79)
- Michał Pietrzak – Przemek (78, 79)
- Agnieszka Kowalska – Wanda (78, 79)
- Paweł Szwed – Madej, ojciec Wioli (78, 79)
- Marta Klubowicz – Matylda (80, 81)
- Hanna Zbyryt – Monika (80, 81)
- Jarosław Kopaczewski – Leszek (80, 81)
- Agnieszka Wosińska – Ilona (82, 83)
- Sławomir Grzymkowski – Mirek (82, 83)
- Maciej Gąsiorek – Jurek (82, 83)
- Krystyna Tkacz – Małgorzata (84, 85)
- Andrzej Niemirski – Paweł (84, 85)
- Wojciech Skibiński – Witold (84, 85)
- Hanna Bieniuszewicz – Krystyna (86, 87)
- Karolina Nolbrzak – Karolina (86, 87)
- Miłogost Reczek – Andrzej (86, 87)
- Stefan Szmidt – Gubiel (86, 87)
- Dariusz Błażejewski – menadżer Amplico (88)
- Anita Sokołowska – Alina (88, 89)
- Piotr Borowski – Ajman  (88, 89)
- Halina Rowicka – Anna (88, 89)
- Witold Dębicki – Tadeusz (88, 89)
- Tatiana Sosna-Sarno – Basia Plichta (90, 91)
- Jan Pęczek – Kazik Plichta (90, 91)
- Andrzej Musiał – Waldemar (90, 91)
- Adrian Perdjon – Romek Plichta (90, 91)
- Aleksander Mikołajczak – kontrahent (90, 91)
- Ewa Florczak – Lucyna (92, 93)
- Izabela Nowakowska – Ala (92, 93)
- Tomasz Augustynowicz – Grzegorz (92, 93)
- Zdzisław Sośnierz – Julian (92, 93)
- Antonina Choroszy – Barbara (94, 95)
- Anna Gzyra – Adela (94, 95)
- Piotr Nowak – Marek (94, 95)
- Przemysław Redkowski – Witek (94, 95)
- Urszula Grabowska – Marzena (96, 97)
- Paweł Deląg – Marcin (96, 97)
- Dorota Deląg – Joanna (96, 97)
- Krzysztof Machowski – Andrzej (96, 97)
- Teresa Dzielska – Zosia (98, 99)
- Agata Rzeszewska – Matka Zosi (98, 99)
- Mariusz Witkowski – Tomasz (98, 99)
- Andrzej Grąziewicz – szef Tomasza (98, 99)
- Jadwiga Gryn – Angelika (100, 101)
- Krzysztof Ibisz – Redaktor (100, 101)
- Jakub Wieczorek – Sebastian (100, 101)
- Artur Sokołowski – dźwiękowiec (100, 101)
- Joanna Pierzak – Anna (102, 103)
- Jacek Borkowski – Murawski (102, 103)
- Jan Greber – Henryk Kaszyński (102, 103)
- Joanna Kulig – Kasia (104, 105)
- Małgorzata Pieńkowska – Aldona (104,105)
- Maciej Robakiewicz – Adam (104, 105)
- Natalia Jesionowska – Żaneta (106, 107)
- Joanna Kurowska – Marlena (106, 107)
- Krzysztof Bauman – Benek (106, 107)
- Monika Świtaj – matka przełożona (106, 107)
- Ewa Gorzelak – Iza Adamek (108, 109)
- Ireneusz Czop –  Jerzy Adamek (108, 109)
- Jan Machulski – Grzegorz, ojciec Izy (108, 109)
- Mirosława Żak – Beata (110, 111)
- Adam Graczyk – Szymon (110, 111)
- Paweł Galia – Emil Matlak
- Jacek Kopczyński – Jarek Brzoza, chłopak Krysi
- Adam Biedrzycki – Kierownik Urzędu Stanu Cywilnego
- Ewa Serwa – Irena Matlak
- Andrzej Niemirski – Paweł (85)
- Barbara Lauks – lekarka pogotowia (93)
- Tadeusz Hanusek – sędzia
- Jan Kozaczuk – dziennikarz
- Maciej Szary – dyrektor banku
- Magdalena Górska – Majka Gawrych
- Artur Dziurman – Sławek Adamski
- Lucyna Malec – matka Sławka
- Maria Gładkowska – Gabi
- Lidia Lenarczyk-Niewęgłowska – Julia

## Spis serii
| Seria | Sezon       | Odcinki     | Premiera serii   | Finał serii     | Pora emisji                |
| ----- | ----------- | ----------- | ---------------- | --------------- | -------------------------- |
| 1.    | wiosna 2004 | 1–19 (19)   | 15 lutego 2004   | 20 czerwca 2004 | niedziela 20.00            |
| 2.    | jesień 2004 | 20–35 (16)  | 5 września 2004  | 19 grudnia 2004 | niedziela 20.00            |
| 3.    | wiosna 2005 | 36–67 (32)  | 27 lutego 2005   | 23 czerwca 2005 | czwartek i niedziela 20.15 |
| 4.    | jesień 2005 | 68–97 (30)  | 11 września 2005 | 22 grudnia 2005 | czwartek i niedziela 20.15 |
| 5.    | wiosna 2006 | 98–112 (15) | 5 marca 2006     | 18 czerwca 2006 | niedziela 20.30            |